# Marché aux poissons de Noryangjin

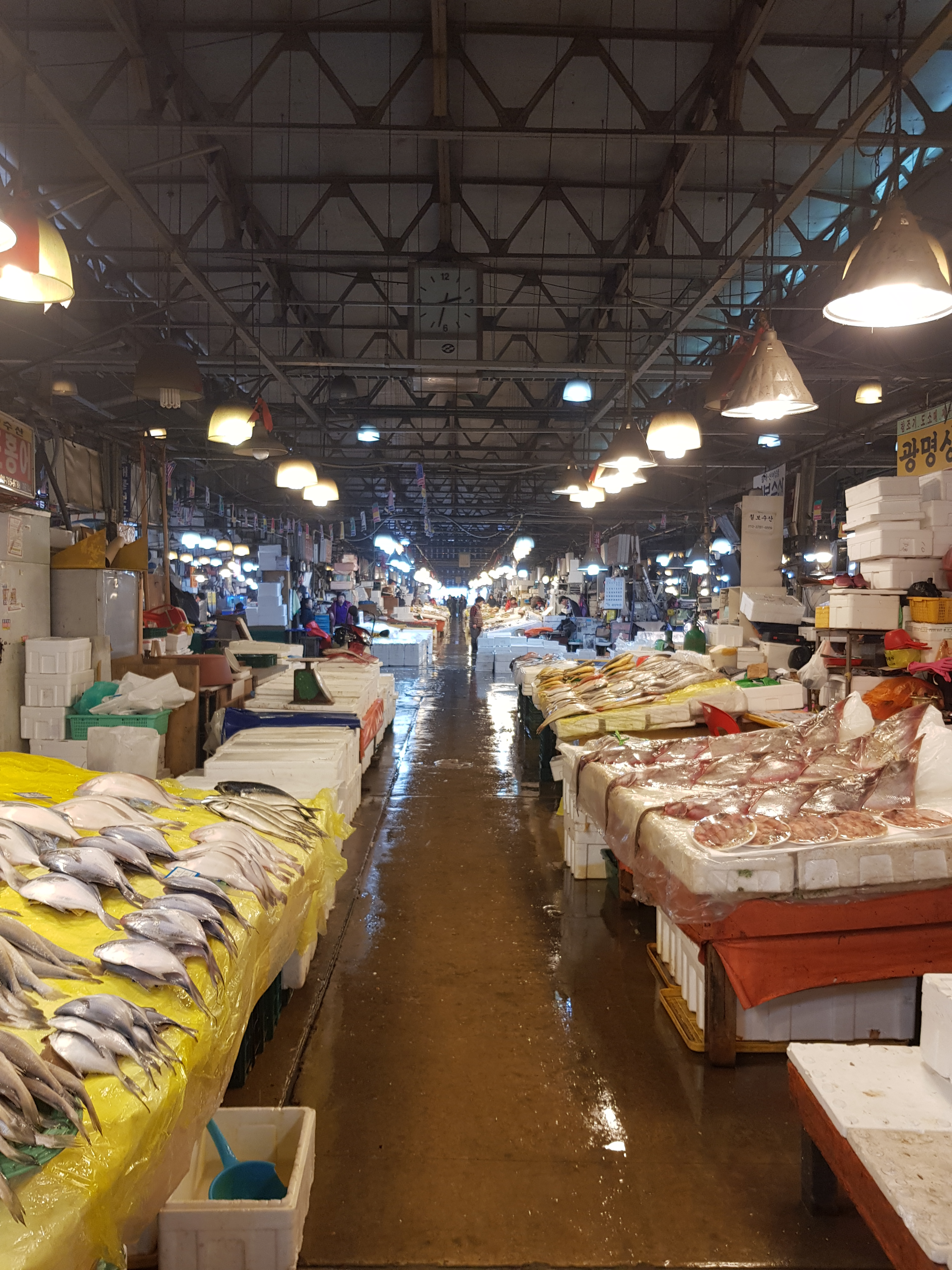
Vue du marché aux poissons de Noryangjin

Le marché aux poissons de Noryangjin (노량진 수산시장) est le plus grand marché aux poissons de Séoul, en Corée du Sud. Il est situé dans le quartier de Noryangjin-dong (en) (district de Dongjak-gu), à l'est du DLI 63 Building et au sud de la rivière Han. Il est desservi par la station de métro Noryangjin, sur la ligne 1 et la ligne 9.
Le marché a été créé en 1927. D'abord situé dans le centre-ville, près de la Gare de Séoul, il a été déplacé en 1971 vers son lieu actuel. C'est le plus grand marché de la pêche de gros du pays,.
Selon un sondage réalisé par le gouvernement local de Séoul en novembre 2011 auprès de 2 000 visiteurs étrangers, visiter le marché aux poissons de Noryangjin est l'une des activités les plus populaires de la capitale.